# CIWF France
CIWF France est une ONGI. Elle promeut les pratiques d’élevage respectueuses du bien-être animal et œuvre pour des alternatives à l’élevage industriel (« Une nouvelle ère sans cage »), y compris pour les poissons sauvages pêchés en mer et l'aquaculture. CIWF France met également en avant les liens qui existent entre le bien-être animal, la santé publique, la sécurité alimentaire et l’environnement.